# بخش انزل

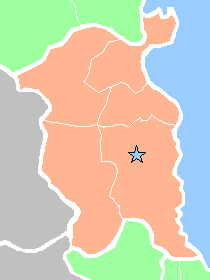
نقشه شهرستان ارومیه

بخش انزل یکی از بخش‌های تابعه شهرستان ارومیه در استان آذربایجان غربی در شمال غربی ایران است، مرکز این بخش شهر قوشچی است که تنها شهر این بخش می‌باشد. این بخش شامل دو دهستان انزل شمالی و انزل جنوبی است.

## جمعیت
بنابر سرشماری مرکز آمار ایران در سال ۱۳۹۵، جمعیت بخش انزل شهرستان ارومیه در سال ۱۳۹۵ برابر با ۲۲٬۵۹۹ نفر شامل ۶٬۸۲۵ خانوار بوده‌است.